# Großes Löwenmaul
Großes Löwenmaul (Antirrhinum majus) oder Garten-Löwenmaul ist eine Pflanzenart aus der Gattung der Löwenmäuler (Antirrhinum) innerhalb der Familie der Wegerichgewächse (Plantaginaceae). 

## Beschreibung

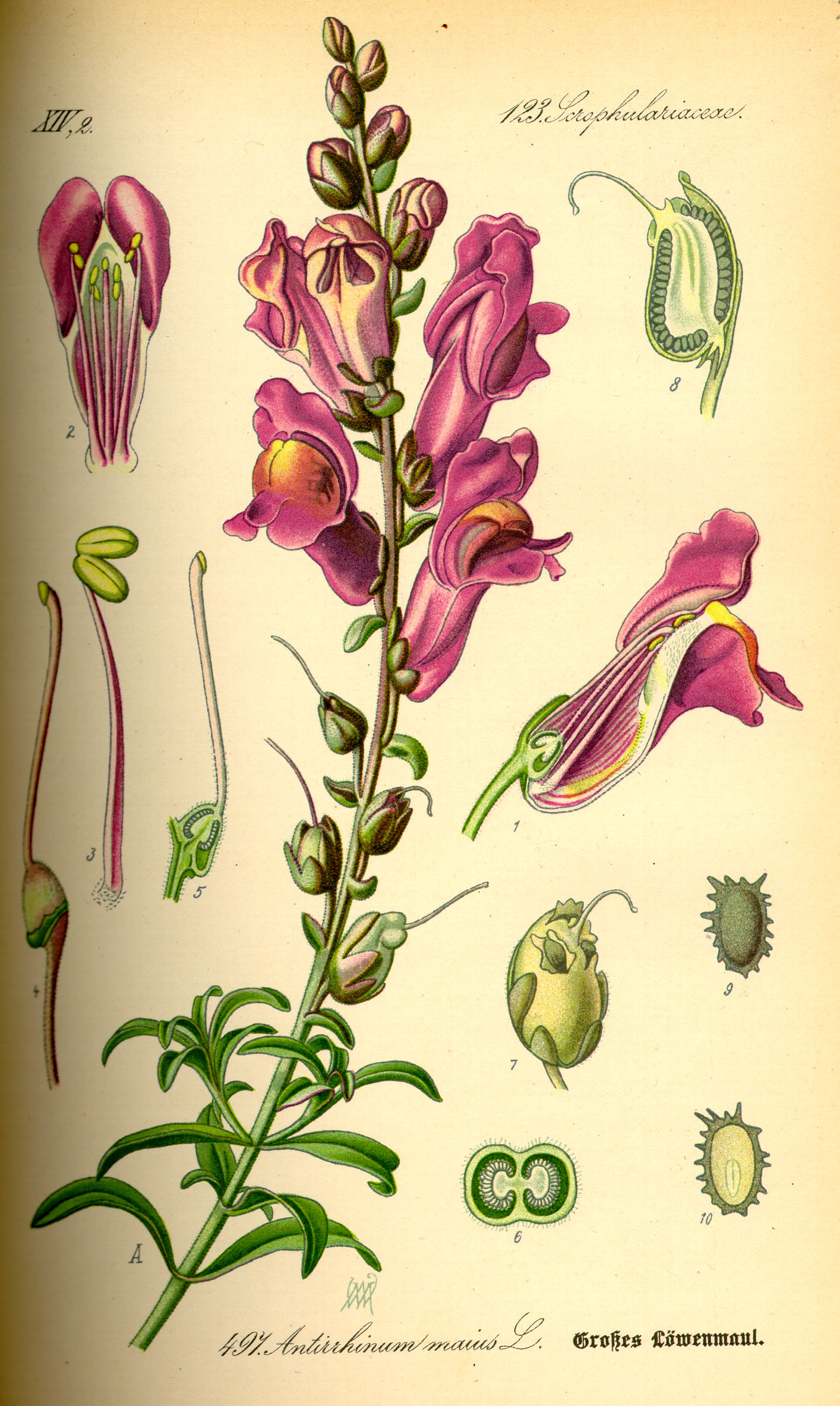
Illustration mit Blütenstand, Aufbau der Blüte, Blättern und Frucht

Das Große Löwenmaul ist eine ausdauernde krautige Pflanze, die Wuchshöhen von 20 bis 120 Zentimeter erreicht. Allerdings werden die Sorten meist als einjährige Pflanzen kultiviert. Der oben drüsige Stängel ist stielrund, manchmal bis zur Mitte verholzend. Die gegenständigen Laubblätter sind einfach, elliptisch oder eiförmig bis breit-lanzettlich, manchmal linealisch und meist kahl. Nebenblätter fehlen.
Meist 8 bis zu 30 kurz gestielte Blüten stehen in einem Blütenstand zusammen; die Blütenstandsachse ist drüsig behaart. Die zwittrige Blüte ist zygomorph. Die Kelchzipfel sind eiförmig. Die Krone ist 25 bis 45 (selten bis 70) Millimeter lang und verschiedenfarbig (rot, rosa, orange, gelb, weiß). Der „Schlund“ der Krone ist durch Ausstülpung der Unterlippe geschlossen, man spricht hier von „maskiert“, und am Grund sackförmig ausgestülpt. Der Unterlippenwulst trägt ein meist gelbes Mal. Es ist ein Kreis mit vier Staubblättern vorhanden. Der Fruchtknoten ist oberständig.
Die Blütezeit reicht von Juni bis September.
Die große, drüsige Kapselfrucht entlässt die Samen durch Porenöffnungen und überragt den Kelch bei Reife weit.
Die Chromosomenzahl beträgt 2n = 16. oder 24.

## Vorkommen
Das Verbreitungsgebiet der Wildformen des Großen Löwenmauls ist das Mittelmeergebiet von Marokko und Portugal bis Frankreich und bis zur Türkei und Syrien. Sie wachsen oft in Felsspalten und Mauern. Das Große Löwenmaul ist eine Charakterart des Verbands Centrantho-Parietarion.
Die zahlreichen Zuchtformen werden weltweit in den gemäßigten Zonen angebaut. Sie neigen zum Verwildern.

## Systematik

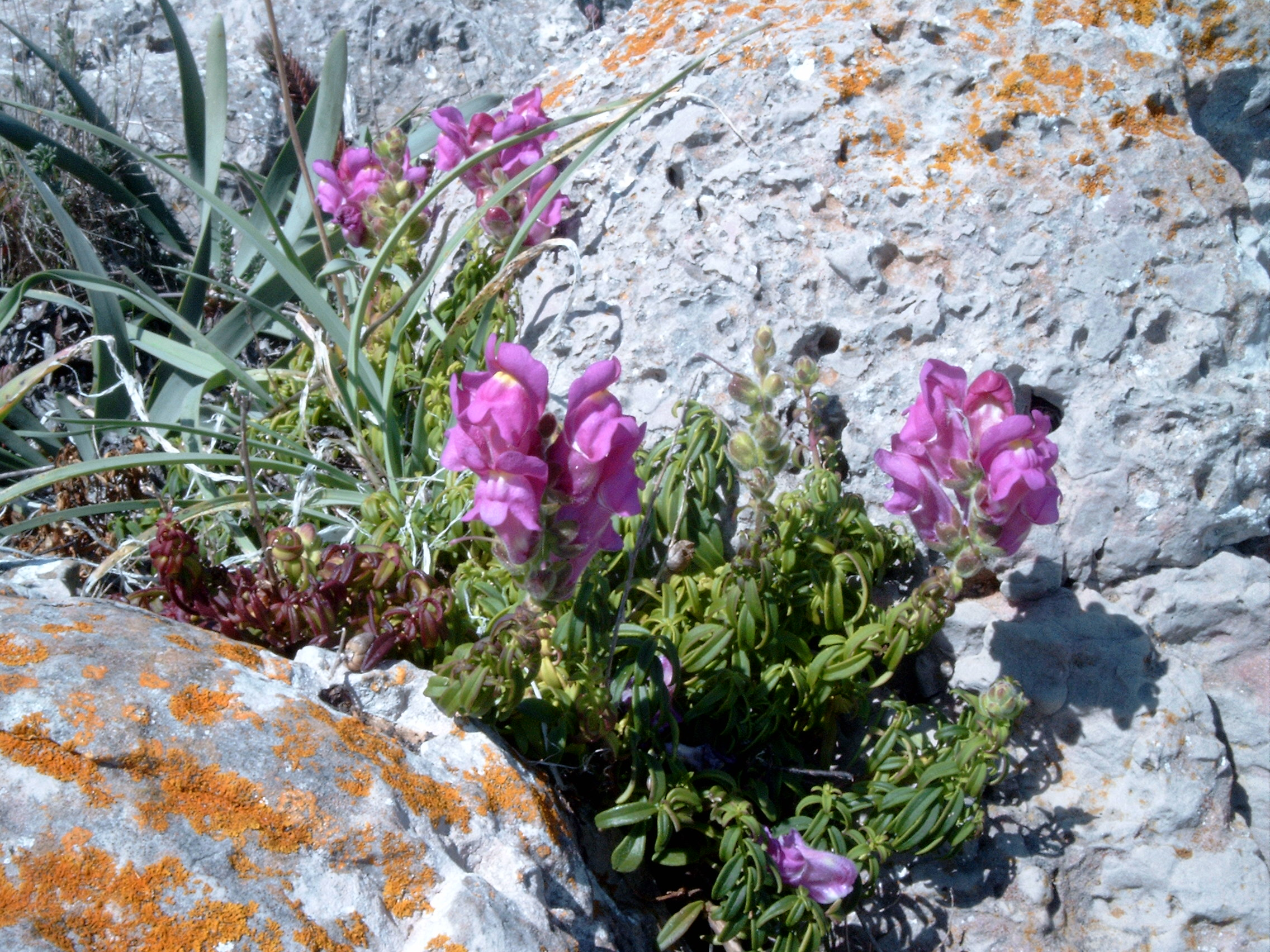
Antirrhinum majus subsp. linkianum

Es sind folgende Unterarten bekannt:
- Antirrhinum majus L. subsp. majus: Heimat Südfrankreich und nordöstliches Spanien.
- Antirrhinum majus subsp. cirrhigerum (Ficalho) Franco: Heimat südliches Portugal und südwestliches Spanien.
- Antirrhinum majus subsp. linkianum (Boiss. & Reut.) Rothm.: Es ist ein Endemit im westlichen Portugal. Er hat die Chromosomenzahl 2n = 16.[3]
- Antirrhinum majus subsp. litigiosum (Pau) Rothm.: Diese Unterart wird auch als Antirrhinum barrelieri subsp. litigiosum (Pau) O. Bolòs & Vigo zu Antirrhinum barrelieri gestellt.[5] Ihre Heimat ist das südöstliche Spanien.
- Antirrhinum majus subsp. tortuosum (Bosc) Rouy: Sie kommt im gesamten Verbreitungsgebiet der Art vor.

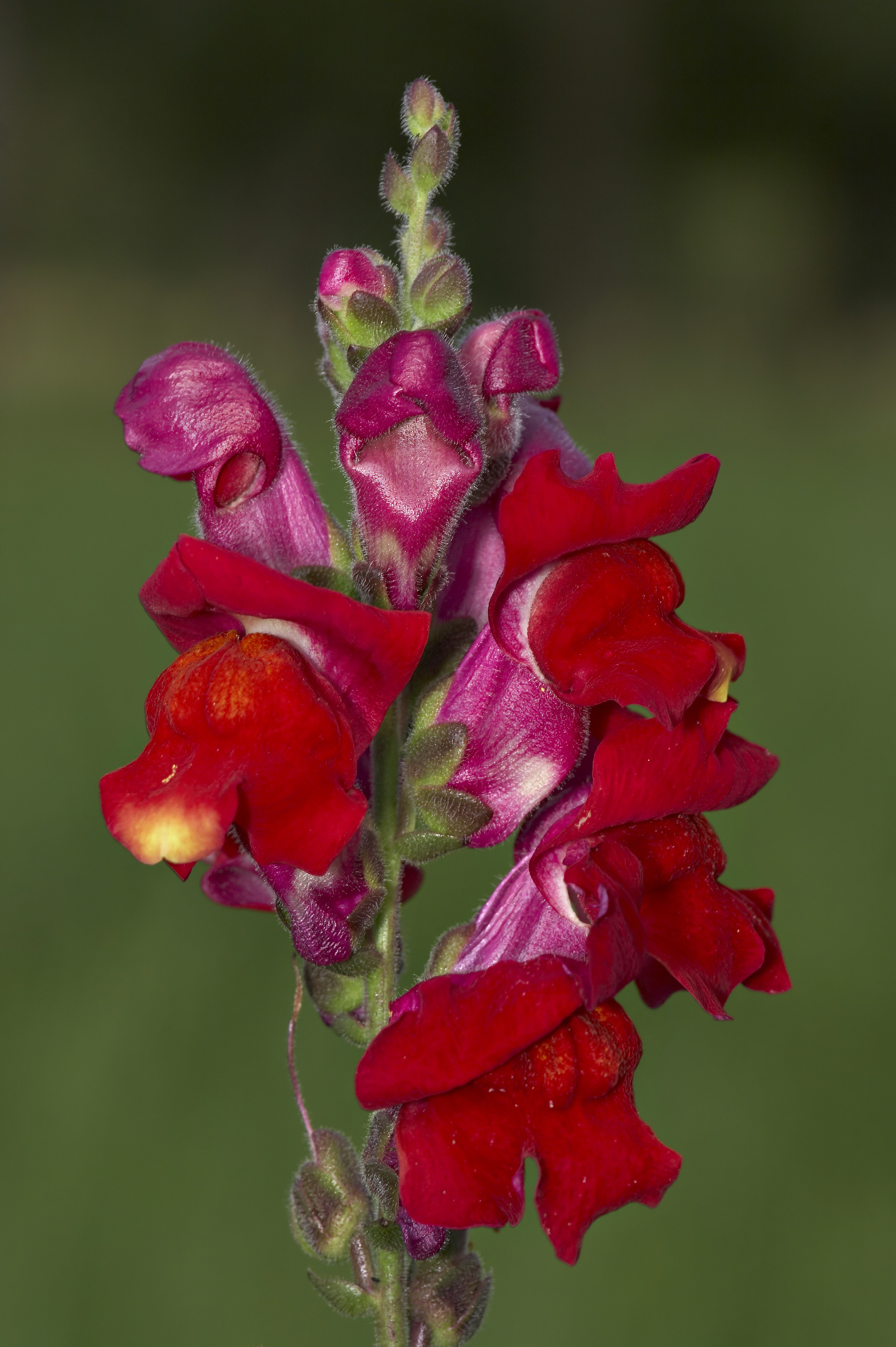
Sorte des Garten-Löwenmauls

## Nutzung
Das Große Löwenmaul wird verbreitet als Zierpflanze in Rabatten und als Schnittblume genutzt. Es wird meist einjährig kultiviert. Die Art ist seit dem 15. Jahrhundert in Kultur. Es gibt zahlreiche Sorten in verschiedenen Sortengruppen.

## Namen
Der wissenschaftliche Name rührt von gr. αντί „gleich“, „wie“ und ῥίς,-ινοϛ „Nase“. Majus ist lateinisch und hat die Bedeutung „größer“, aber auch „Mai“, wobei zu beachten ist, dass der Monat Mai seinen Namen vom römischen Wachstumsgott Majus bekam. Linné, der der Pflanze den Zusatz majus gab, dachte aber eindeutig an die Bedeutung vom majus als größer und nicht an den Mai und hob damit das Große Löwenmaul gegen das Kleine Leinkraut (Chaenorhinum minus (L.) Lange, Syn.: Antirhinum minus L.) ab, das heute noch die Bezeichnung minus in der Bedeutung von kleiner hat.

### Trivialnamen
Für das Große Löwenmaul sind oder waren, zum Teil nur regional, auch die Bezeichnungen Froschgoscherl (Österreich), Maulauferl (Oberösterreich), Armsünderkraut, Großer Dorant (Thüringen), Hundskopf (Schlesien), Kalbsmaul (Schweiz), Kalbsnase (Schlesien), Leuarächali (St. Gallen), Leuenmaul (Schweiz), Liwenmeltcher (Siebenbürgen), Saccarellenkrut (Rendsburger Apotheke), Schnurra (St. Gallen bei Gaster) und Sterkbandt (mittelhochdeutsch) gebräuchlich.

## Genetik

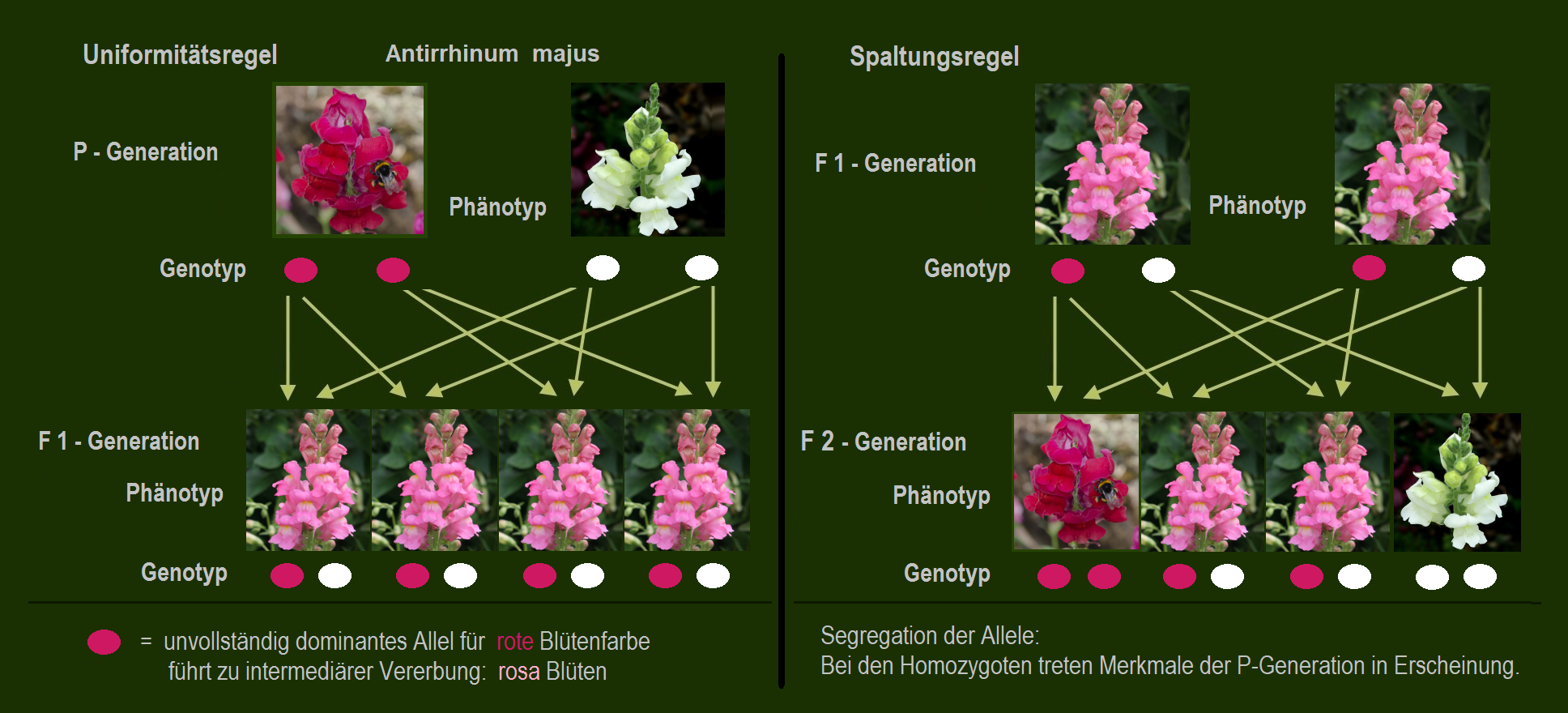
Intermediäre Vererbung der Blütenfarbe bei Antirrhinum majus

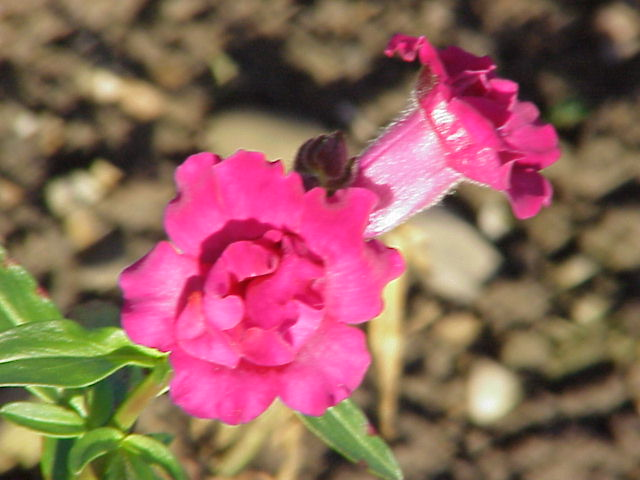
Antirrhinum-Variante ohne zygomorphe Blütenform

Beim Gartenlöwenmäulchen gibt es eine intermediäre Vererbung der Blütenfarben durch unvollständige Dominanz (siehe Mendelsche Regeln). Die Gattung Antirrhinum wird in der molekulargenetischen Forschung als Modellorganismus verwendet zur Erforschung von Vererbungsmechanismen und Entwicklung. Dazu eignet sich Antirrhinum majus aufgrund seiner Eigenschaften als diploide Pflanze, bei leichter Kultivierbarkeit mit Generationenabständen von nur vier Monaten, Selbstbestäubung und Kreuzbestäubung sowie seiner Variation in Morphologie und Blütenfarbe.
Antirrhinum majus wurde auch verwendet, um die Beziehung zwischen Bestäubern und Pflanzen zu untersuchen, wobei die evolutionären Vorteile der konisch-papillären Form der Blütenblätter diskutiert wurden. Es gibt Anhaltspunkte dafür, dass die Form die Blütenfärbung intensiviert, was die Orientierung der Bestäuber durch Sehen oder Berühren unterstützt. Diese Modellpflanze hat den Vorteil, dass eine Mutation am MIXTA-Locus identifiziert werden konnte, die die Bildung dieser konischen Blütenblattform verhindert. Dies ermöglichte die Untersuchung der Bestäubungspflanzen mit und ohne konische Blütenblätter sowie Vergleiche der Lichtabsorption zwischen diesen beiden Gruppen. Da das MIXTA-Gen für die Bildung konischer Zellen notwendig ist, war die Verwendung des Gens bei der Züchtung von Antirrhinum entscheidend und ermöglichte Experimente, die zeigen, warum viele Pflanzen konisch-papilläre Epidermalzellen produzieren.
Auch Blumendüfte wurden analysiert. Zwei Enzyme von Antirrhinum majus, Phenylpropanoide und Isoprenoide scheinen bei der Bildung der blumigen Duftstoffe und beim Anlocken von Bestäubern eine Rolle zu spielen.

## Belege